# La Iaia
La Iaia é um trio indie folk, criado na comarca catalã de Osona, liderado pelo cantor e compositor Ernest Crusats, que é acompanhado por Jordi Casadesús e Jordi Torrents. Têm três discos publicados. Foram vencedores do concurso Sona9 em 2010 e ganharam três prêmios Enderrock.

## Carreira artística
Em 2010 publicaram um CD auto-editado, intitulado El meu vaixell. Naquele mesmo ano participaram da 10ª edição do concurso de músicos amadores Sona9, ganhando o primeiro prêmio. Como parte do prêmio, La Iaia pôde gravar num estúdio de gravação o álbum As ratlles del banyador (2011), um exercício de encontro entre composição, execução e produção, publicado pela gravadora Música Global. O disco foi aceito pela crítica e o público catalão, obtendo dois prêmios Enderrock.
On és la magia? foi editado em 2014 e obteve um novo prêmio Enderrock, na categoria de melhor álbum de pop-rock. Porém, em fevereiro de 2015, o grupo decidiu fazer uma temporada de pausa, que durou até 2017, quando voltaram com o álbum autoeditado Tornar a ser u.
Ernest Crusats declarou, em maio de 2021, que apesar da longa ausência de quatro anos, o projeto de La Iaia continuava ativo.

## Integrantes
Fazem parte dela: 
- Ernest Crusats (voz, violão e composição)
- Jordi Casadesús (multi-instrumentista)
- Jordi Torrents (baterista)

## Prémios e Reconhecimento
Vencem em 2010 a 10ªedição do concurso Sona9 que premeia novos talentos da música catalã. 
Este prémio permite-lhes gravar o álbum As ratlles del banyador e com o qual ganham o prémio de Banda Revelação atribuído pela revista Enderrock. 

## Discografia
A discografia da banda é composta por: 
- 2012 - Les ratlles del banyador
- 2014 - On és la màgia?
- 2017 - Tornar a ser u